# Muruteke
Muruteke är ett vattendrag i Burundi.   Det ligger i provinsen Ngozi, i den norra delen av landet, 90 km nordost om huvudstaden Bujumbura.
Omgivningarna runt Muruteke är en mosaik av jordbruksmark och naturlig växtlighet. Runt Muruteke är det tätbefolkat, med 343 invånare per kvadratkilometer.